# Drew Fudenberg
Drew Fudenberg (Nueva York, 2 de marzo de 1957) es el titular de la Cátedra Paul A. Samuelson de Economía en el MIT. Su extensa investigación abarca muchos aspectos de la teoría de juegos, incluyendo la teoría del equilibrio, el aprendizaje en los juegos, la teoría de juegos evolutiva, y muchas aplicaciones a otros campos. Fudenberg también fue uno de los primeros en aplicar la teoría de juegos al análisis de la organización industrial, la teoría de la negociación, y la teoría del contrato. También ha escrito artículos sobre juegos repetitivos, efectos de reputación, y la economía del comportamiento.

## Trayectoria
Fudenberg obtuvo su A.B. en Matemática Aplicada de la Universidad de Harvard en 1978 y después pasó a obtener su Ph.D. en Economía en el MIT. Después de completar su Ph.D. en solo tres años, comenzó su carrera docente como asistente de cátedra en la Universidad de California, Berkeley en 1981. En Berkeley, Fudenberg era titular a la edad de 28 años. En 1987, regresó a un puesto de docente en el MIT, donde enseñó durante 6 años. En 1993, Fudenberg aceptó un puesto de profesor en el departamento de Economía de su alma mater, la Universidad de Harvard. Regresó una vez más al MIT como Profesor de Economía Paul A. Samuelson a partir de 2016.
Fudenberg fue editor asociado de la revista Journal of Economic Theory entre 1984 y 1996; del Quarterly Journal of Economics de 1984 a 1989; Econometrica de 1985 a 1996; Games and Economic Behavior de 1988 a 1993, y editor extranjero de la Review of Economic Studies de 1993 a 1996. También fue el editor principal de Econometrica desde 1996 hasta 2000.
Fudenberg es autor de muchos libros sobre teoría de juegos, incluido Game Theory con Jean Tirole, una referencia principal para los estudiantes de postgrado en economía; Modelos dinámicos de Oligopolio, también con Jean Tirole; y Teoría del aprendizaje en juegos con David K. Levine, siendo uno de los autores más citados en su campo.
Su reciente artículo, "Altruismo y autocontrol", sostiene que un modelo de doble yo puede aplicarse a las donaciones altruistas y que las personas son menos altruistas a largo plazo a pesar de las preferencias de corto plazo para una mayor igualdad.
Fudenberg recibió la beca Guggenheim en 1990 y se convirtió en miembro de la Academia Estadounidense de las Artes y las Ciencias en 1998.

## Publicaciones

### Libros
- La Teoría de juegos, coautor con Jean Tirole
- Dinámica de los Modelos de Oligopolio coautor con Jean Tirole
- Resultado de una larga Colaboración en el largo plazo, Juegos Archivado el 24 de julio de 2008 en Wayback Machine., coautor con David K. Levine
- La teoría del aprendizaje en los juegos, coautor con David K. Levine

### Artículos
Fudenberg es autor de numerosos artículos en el campo de la Teoría de juegos. Se indican a continuación los más recientes:
- Fudenberg, Drew & Rayo, Luis, 2017. "Training and Effort Dynamics in Apprenticeship," CEPR Discussion Papers 12126, C.E.P.R. Discussion Papers.
- Drew Fudenberg & Kevin He, 2017. "Learning and Type Compatibility in Signalling Games," Papers 1702.01819, arXiv.org, revised Aug 2017.[7]

- Drew Fudenberg, 2015. "Tirole's Industrial Regulation and Organization Legacy in Economics," Scandinavian Journal of Economics, Wiley Blackwell, vol. 117(3), pages 771-800, July.

- Drew Fudenberg & Philipp Strack & Tomasz Strzalecki, 2015. "Speed, Accuracy, and the Optimal Timing of Choices," Working Paper 254346, Harvard University OpenScholar.

- Kamada, Yuichiro & Fudenberg, Drew, 2015. "Rationalizable partition-confirmed equilibrium," Theoretical Economics, Econometric Society, vol. 10(3), September.

- Dreber, Anna & Fudenberg, Drew & Rand, David G., 2014. "Who cooperates in repeated games: The role of altruism, inequity aversion, and demographics," Journal of Economic Behavior & Organization, Elsevier, vol. 98(C), pages 41-55.

- Fudenberg, Drew & Levine, David K., 2014. "Recency, Consistent Learning, and Nash Equilibrium," Scholarly Articles 13477947, Harvard University Department of Economics.
- Anna Dreber & Drew Fudenberg & David K Levine & David G Rand, 2014. "Altruism and Self Control," Levine's Working Paper Archive 786969000000000962, David K. Levine.